# Astragalus agnicidus
Astragalus agnicidus es una especie de planta herbácea perteneciente a la familia de las leguminosas. Es endémica del norte de California, donde sólo se conoce de dos poblaciones en el condado de Humboldt y uno en el condado de Mendocino.

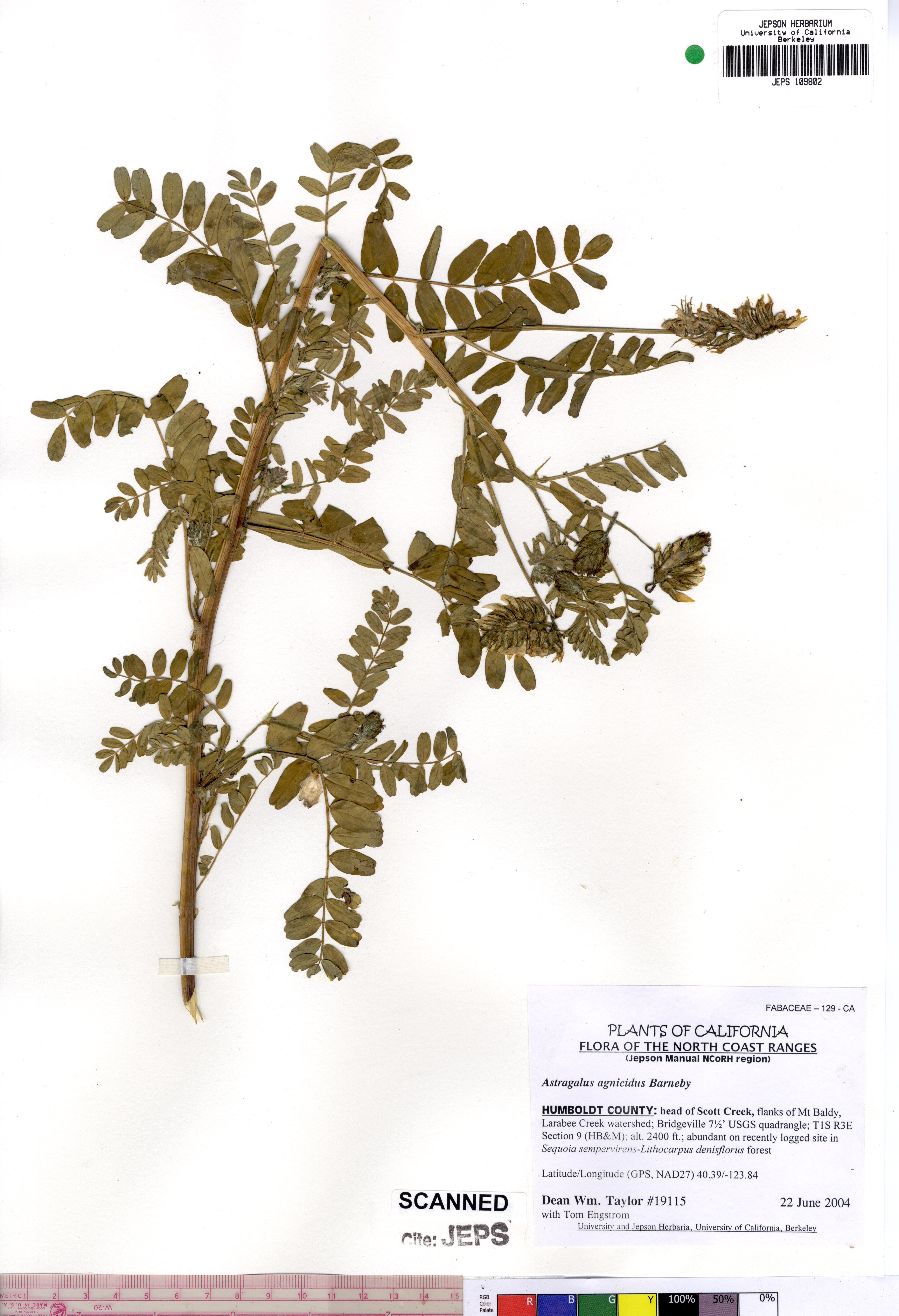
Vista de la planta

## Historia
La planta fue descrita en la década de 1950. Hasta entonces sólo se conocía en un rancho de unos 8 acres (32 000 m²) en el condado de Humboldt, donde los ganaderos ovinos culparon a una especie no identificada de la muerte de sus animales, que pudieron haberla comido. Se erradicó la planta de esa tierra, y en el momento en que fue formalmente descrita y nombrada en 1957 se pensaba que se habían extinguidos. El nombre de la especie, agnicidus , significa "cordero-asesino".
La planta fue redescubierta en 1987. Algunas personas la encontraron en un lugar arrasado recientemente, después de un largo plazo, las semillas enterradas germinaron, después de haber arado en condiciones favorables para la germinación . Las plantas fueron puestos bajo la protección de los dueños del terreno, de la misma familia que fue responsable de su casi extinción y que habían cambiado de opinión acerca de su valor. Otras dos poblaciones de la planta se han descubierto desde entonces en las zonas de las montañas costeras que recientemente se habían registrado.

## Descripción
Es una hierba perenne que vive 5 a 10 años. El tallo rojizo secundario es ligeramente peludo hacia los extremos, alcanza los 30 a 90 centímetros de largo. Las hojas son ampliamente espaciadas dispuestas de forma opuesta a lo largo del tallo. Cada una es de hasta 16 centímetros de largo y se compone de varios pares de folíolos con forma ovalada de unos 2 centímetros de largo. La inflorescencia es un racimo denso de 10 a 40 flores blancas. La planta se auto-poliniza y las flores también son polinizadas por abejorros nativos. El fruto es una cápsula inclinada de leguminosa de 1 a 1.5 centímetros de largo que al secarse tiene una textura parecida al papel.

## Taxonomía
Astragalus agnicidus fue descrita por Rupert Charles Barneby y publicado en Madroño 14(1): 39–40. 1957.
Etimología
Astragalus: nombre genérico derivado del griego clásico άστράγαλος y luego del Latín astrăgălus aplicado ya en la antigüedad, entre otras cosas, a algunas plantas de la familia Fabaceae, debido a la forma cúbica de sus semillas parecidas a un hueso del pie.
agnicidus: epíteto latino que significa "asesino de corderos"